# The Morning Never Came
The Morning Never Came – debiutancki album fińskiej doommetalowej formacji Swallow the Sun wydany w 2003. Okładkę albumu zaprojektował i wykonał Tuomo Lehtonen.

## Lista utworów
1. „Through Her Silvery Body” – 8:40
2. „Deadly Nightshade” – 5:48
3. „Out of This Gloomy Light” – 5:37
4. „Swallow” – 5:23
5. „Silence of the Womb” – 6:50
6. „Hold This Woe” – 8:04
7. „Under the Waves” – 6:46
8. „The Morning Never Came” – 9:19

## Twórcy
- Mikko Kotamäki – śpiew
- Matti Honkonen – gitara basowa
- Markus Jämsen – gitara elektryczna
- Aleksi Munter – instrumenty klawiszowe
- Pasi Pasanen – perkusja
- Juha Raivio – gitara elektryczna

## Wydania
- Century Media, 15 marca 2005:

1. „Solitude” – 6:23 (cover Candlemass)